# Бернштейн Михайло Давидович
Бернштейн Михайло Давидович  (3 січня 1911, Великий Токмак, Запорізька область— 7 грудня 2002) — український літературознавець. Доктор філологічних наук, професор. Автор праць з історії української літератури, критики й журналістики. Лауреат Шевченківськоі премії (1988).

## Життєпис
В галузі шевченкознавства розробляв проблеми текстології («Літературно-текстологічний аналіз поеми „Гайдамаки“ Т. Г. Шевченка», 1939, «Деякі питання текстології ранніх творів Т. Шевченка», 1973), зв'язків поета з російською літературою («Шевченко і російська література», 1947). Вагомим внеском у розвиток українського літературознавства стали його праці «Ж. „Основа“ і український літературний процес 50-60-х рр. XIX ст.» (К., 1959) та «Українська журналістика 70-90-х років XIX ст.» (К., 1960), а також «Франко і Шевченко» (К., 1984). 
Уся наукова діяльність вченого була пов'язана з Інститутом літератури ім. Т. Г. Шевченка Академії наук України, якому він віддав понад 60 років життя. У складі його колективу М. Бернштейн взяв участь у підготовці 50-томного видання творів І. Франка — очолив текстологічну комісію і був редактором низки томів цього видання.
Пішов з життя 7 грудня 2002 року.